# Оливьери, Педро
Пе́дро Оливье́ри (исп. Pedro Olivieri; 20 марта 1892, Монтевидео — XX век) — уругвайский футболист и тренер.

## Биография
Начал играть в футбол в 1913 году в составе столичного ФК «Ривер Плейт», и в первом же сезоне стал чемпионом Уругвая. С 1914 по 1922 год выступал за другой клуб из Монтевидео, «Насьональ». С «трёхцветными» Оливьери ещё пять раз выигрывал чемпионат страны.
В 1916—1917 годах Оливьери выступал за сборную Уругвая, проведя за неё в общей сложности пять матчей.
В 1922 году Оливьери начал тренерскую карьеру и практически сразу же возглавил сборную Уругвая, которой предстояло отправиться в Рио-де-Жанейро на очередной чемпионат Южной Америки. После четырёх матчей группового турнира три сборные набрали по пять очков — Уругвай, Бразилия и Парагвай, причём Уругвай занимал по дополнительным показателям первое место (больше побед, чем у Бразилии и лучшая разница мячей, чем у Парагвая). Предстояло провести дополнительные матчи между этими тремя сборными. Однако Уругвай отказался от участия в них в знак протеста против ужасного судейства бразильского арбитра Педро Сантоса в проигранном Парагваю матче (0:1). В итоге в «золотом матче» Бразилия обыграла Парагвай 3:0 и стала двукратным чемпионом континента. Оливьери продолжал тренировать сборную до 1923 года, после чего его сменил Леонардо Де Лукка.
В 1927 году Федерация футбола Перу пригласила Педро Оливьери возглавить свою сборную, которой предстояло дебютировать на международном уровне на домашнем чемпионате Южной Америки. Оливьери взял в свой тренерский штаб профессора по физической подготовке и директора Спортивной площадки № 5 в Монтевидео Рауля Бланко (который впоследствии приведёт сборную Уругвая к победе на чемпионате Южной Америки 1935). Уругвайский тандем сумел привести перуанцев на третье место в первенстве, для этого было достаточно обыграть сборную Боливии в очном противостоянии (3:2). Конкурировать же с признанными лидерами мирового футбола — Уругваем и Аргентиной — не было никакой возможности.

## Достижения в качестве игрока
- Чемпион Уругвая (6): 1913, 1915, 1916, 1917, 1919, 1920
- Обладатель Кубка Славы Коусиньер (3): 1915, 1916, 1917

## Достижения в качестве тренера
- Вице-чемпион Южной Америки: 1922
- Бронзовый призёр чемпионата Южной Америки: 1927